# Kélen Bender
Kélen Bender (Passo Fundo, 21 de fevereiro de 1996)  é uma jogadora brasileira de de futebol. Ela joga como atacante no Botafogo.

## Biografia
Kélen começou sua jornada no futebol em um campo de terra, descalça, como a maioria das atletas. Ela se destaca como atacante por sua velocidade, habilidade, jogo de cabeça e precisão na finalização. A jogadora ingressou no Botafogo em 2019, e em 2020, contribuiu para a conquista do acesso à série A1, além de ter dois títulos cariocas em seu currículo.
Ela é irmã de Karen Bender, que também joga no Botafogo como zagueira. Ambas começaram juntas na carreira de futebol, sendo Kélen quem influenciou a irmã.